# 동양미래대학교
동양미래대학교(東洋未來大學校, Dongyang Mirae University)는 서울특별시 구로구에 위치한 사립 전문대학이다. 

## 연혁
1965년 4월, 학교법인 동양학원에 의하여 동양공업고등전문학교가 서울특별시 영등포구 본동 일대에 설립되었다. 1970년 3월, 교사를 고척동 일대로 이전하였다. 1974년 11월, 동양공업전문학교로 교명을 변경하였다.  1976년 1월, 효성의 창업주 조홍제에 의하여 학교법인 동양학원이 인수되며 효성의 공익법인이 되었다. 1978년 12월, 전문대학으로 개편되며 동양공업전문대학으로 교명을 변경하였다. 2010년 3월, 동양미래대학으로 교명을 변경하였으며, 2012년 4월에 동양미래대학교로 교명을 변경하여 현재에 이르고 있다.

## 교육편제
동양미래대학교는 기계공학부, 로봇자동화공학부, 전기전자통신공학부, 컴퓨터공학부, 생활환경공학부, 경영학부 등 6개 학부, 24개 학과를 설치하여 전문학사학위과정, 학사학위전공심화과정, 전문기술석사과정을 운영하고 있다.

## 같이 보기
- 조홍제
- 조석래
- 동양학원
- 효성그룹